# یاوووکا (گمینا میخاوووو)
یاوووکا (به لاتین: Jałówka) یک روستا در لهستان است که در گمینا میخاوووو واقع شده‌است.